# 圧縮開放ブレーキ
圧縮開放ブレーキ（あっしゅくかいほうブレーキ、Compression release engine brake）はディーゼルエンジンのシリンダーの圧縮行程を利用したエンジンブレーキの一種である。通称「ジェイクブレーキ」は開発者Jacobsに由来する。

## 概要

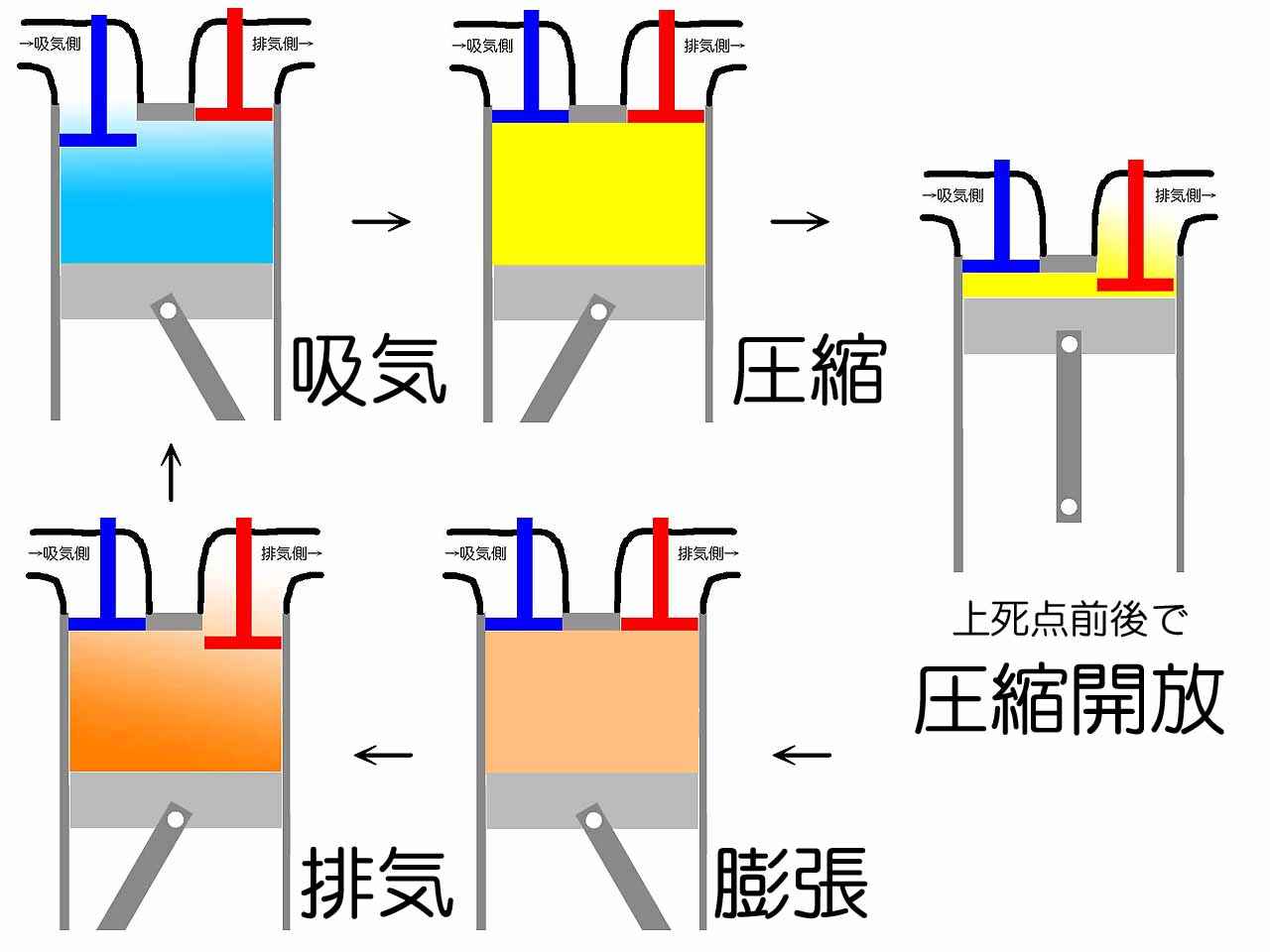
圧縮開放ブレーキの動作概念

圧縮解放ブレーキは、ディーゼルエンジンにおける圧縮行程でピストンが上死点付近に達した段階で、燃料を噴射せず排気バルブを開いてシリンダー内の空気の圧縮を解放する機構である。圧縮行程ではエンジンの運動エネルギーはシリンダー内の空気の圧力エネルギー（ポテンシャルエネルギー）と圧縮熱に変換され、シリンダーの気密を保ったまま上死点を過ぎると、再び運動エネルギーへと変換される。圧縮行程で熱に変換されたエネルギーのいくらかはシリンダー外部へと逃げてエネルギー損失となるが、より多くのエネルギー損失を発生させるため圧力エネルギーを放出するのがこの機構の基本原理である。さらに上死点通過後に排気バルブを閉じると、ピストンの下降に伴ってシリンダー内の圧力が下がり、クランクシャフトの回転に対して抵抗となる。
操作はステアリングコラムに取り付けられた排気ブレーキの操作レバーで、排気ブレーキと連動するように設定されている車種が多い。例として日野・セレガの初代中期型（KC-RU*F系、V型8気筒32バルブエンジン）では1段目で排気ブレーキ4気筒分（片バンク）が動作、2段目で排気ブレーキ8気筒分（両バンク）と圧縮開放ブレーキが動作する。
圧縮開放ブレーキ動作時は大きな排気音を発するため、アメリカ合衆国では住宅地での近くで"No Jake Brake"（圧縮開放ブレーキを使わないように）という標識を見ることがある。
1960年代よりジェイクブレーキを採用してきたカミンズでは、2016年にジェイクブレーキの可変バルブタイミング機構を吸気バルブ側にも適用して、4ストロークエンジンを擬似的に2ストローク動作させることで、理論上ジェイクブレーキの倍の効率でエンジンブレーキを作用させるHPDブレーキ(High Power Density)を発表し、以後同社のディーゼルエンジンへの採用を進めている。

## 採用するメーカー
- カミンズ - 圧縮開放ブレーキを開発しJacobs Vehicle Systemsを創設
- キャタピラー
- デトロイトディーゼル
- マック・トラックス
- ルノー
- ダフ (DAF)
- 大宇自動車 - グループ解体でタタ大宇および大宇バスに分割
- ヒュンダイ自動車 - 三菱ふそう・エアロバスの韓国仕向け仕様車を生産。
- ボルボ「ボルボ・エンジン・ブレーキ」(VEB)
- メルセデス・ベンツ「コンスタント・スロットル・ブレーキ」
- 三菱ふそうトラック・バス「パワータード」「ジェイクブレーキ」
  - エアロキング
  - エアロクィーン&エアロバス/エアロエース
  - エアロスター（2代目からオプション設定、超低PM車から全車に採用。ただし新長期規制以降のMD92エンジン採用車では日産ディーゼル呼称のエキストラ・エンジンブレーキとされている）
  - ザ・グレート
  - スーパーグレート
  - ファイター（2代目から6気筒過給機つきエンジン車に採用。2005年から6気筒エンジン搭載車に標準装備）
- 日野自動車「エンジンリターダー」
  - セレガ - 初代の中期型から採用、新型では共同開発・共同生産車のいすゞ・ガーラにも採用
  - プロフィア - スーパードルフィン・プロフィアから採用。
- UDトラックス（旧:日産ディーゼル）「エキストラ・エンジン(EE)ブレーキ」→「UDエキストラエンジンブレーキ（UD EEB）」
  - ビッグサム - 1994年のマイナーチェンジから採用。
  - クオン
  - スペースアロー&スペースウィング - 1995年のマイナーチェンジを機にオプションまたは標準装備化。
  - スペースランナーRA

　 ※ 太字は各メーカーでの呼び名